# Аброскін Павло Іванович
Павло Іванович Аброскін (27 березня 1910, село Ніколаєвське, тепер Куркинського району Тульської області, Російська Федерація — 16 листопада 1970, місто Москва, тепер Російська Федерація) — радянський державний діяч, заступник голови Ради міністрів Російської РФСР. Депутат Верховної ради РРФСР 2-го скликання. Депутат Верховної ради СРСР 5-го скликання. Кандидат економічних наук (1963).

## Біографія
Народився в селянській родині. Трудову діяльність розпочав у 1926 році різноробом на залізниці. Потім працював встановлювачем верстатів Московської фабрики «Красный картонажник».
У 1927 році без відриву від виробництва закінчив курси конструкторів і продовжив навчання на вечірньому відділенні Московського механіко-машинобудівного інституту (вищого технічного училища) імені Баумана.
З 1930 року — на комсомольській роботі.
Член ВКП(б) з 1931 року.
З 1933 року — заступник начальника відділу кадрів Мосжитлобуду; начальник відділу праці та кадрів Головенергопрому в Москві.
У 1937 році закінчив Московський механіко-машинобудівний інститут імені Баумана.
У 1938—1941 роках — директор Людиновського машинобудівного заводу.
У 1941—1944 роках — директор Сизранського машинобудівного заводу Куйбишевської області.
У 1944—1949 роках — директор Брянського машинобудівного (паровозобудівного) заводу «Красный профинтерн» Міністерства важкого машинобудування СРСР.
У 1949—1950 роках — директор Кіровського заводу міста Ленінграда.
У 1950—1955 роках — директор Коломенського паровозобудівного заводу Московської області.
У лютому 1955 — травні 1957 року — директор Новочеркаського електровозобудівного заводу Міністерства електротехнічної промисловості СРСР Ростовської області.
29 травня 1957 — 19 травня 1960 року — голова Ради народного господарства Ростовського економічного адміністративного району.
17 травня 1960 — 8 червня 1962 року — голова Державного науково-технічного комітету РМ РРФСР (Державного комітету РМ РРФСР з координації науково-дослідних робіт).
Одночасно 17 травня 1960 — 18 червня 1962 року — заступник голови Ради міністрів Російської РФСР.
У 1962—1963 роках — директор Новочеркаського електровозобудівного заводу Ростовської області.
15 серпня 1963 — 27 листопада 1965 року — голова Державного комітету РМ РРФСР з координації науково-дослідних робіт.
Одночасно 15 серпня 1963 — 15 грудня 1965 року — заступник голови Ради міністрів Російської РФСР.
У 1965 — 16 листопада 1970 року — заступник голови Держплану РРФСР.
Помер 16 листопада 1970 року. Похований на Новодівичому цвинтарі Москви.

## Нагороди
- орден Леніна
- два ордени Трудового Червоного Прапора (19.03.1960)
- орден «Знак Пошани»
- медаль «За доблесну працю у Великій Вітчизняній війні 1941—1945 рр.» (1945)
- медаль «У пам'ять 800-річчя Москви» (1948)
- медаль «За доблесну працю. В ознаменування 100-річчя з дня народження Володимира Ілліча Леніна» (1970)
- медалі
- Почесна грамота Президії Верховної ради РРФСР